# Maison de Bogdan Gavrilović
La maison de Bogdan Gavrilović (en serbe cyrillique : Кућа Богдана Гавриловића ; en serbe latin : Kuća Bogdana Gavrilovića) est située à Belgrade, la capitale de la Serbie, dans la municipalité urbaine de Vračar. Construite en 1898 et 1899, elle est inscrite sur la liste des biens culturels de la Ville de Belgrade.

## Présentation
La maison de Bogdan Gavrilović, située 11 rue Mišarska, a été construite en 1898 et 1899. Bogdan Gavrilović fut professeur à la Faculté de philosophie de l'université de Belgrade, recteur de l'Université et président de l'Académie serbe des sciences et des arts.
La maison se présente comme une construction relativement modeste de la classe moyenne, centrée sur un jardin, comme le veut la tradition, avec une façade caractéristique du style académique. Elle se caractérise par une façade principale dont les étages sont clairement mis en évidence et par une décoration plastique réduite.
L'importance de la maison est d'abord due à la personnalité de Bogdan Gavrilović (1863-1947), qui a vécu et travaillé dans cette maison pendant plus de cinquante ans. La maison conserve de nombreux documents et souvenirs liés à l'académicien.